# خط طول 50° غرب
خط طول 50° غرب هو أحد خطوط الطول الجغرافية، والتي تمتد من القطب الشمالي الجغرافي إلى القطب الجنوبي الجغرافي، وحسب التحويل الزمني يتأخر خط طول 50° غرب عن خط غرينتش بـ3 ساعات و20 دقيقة.

## من القطب إلى القطب
ينطلق خط طول 50° غرب من القطب الشمالي نحو القطب الجنوبي مرورا بالمناطق التي ترد في الجدول التالي:
| الإحداثيات                         | البلد أو الإقليم أو البحر | ملاحظات |
| ---------------------------------- | ------------------------- | --- |
| 90°0′N 50°0′W / 90.000°N 50.000°W  | المحيط المتجمد الشمالي    | |
| 83°40′N 50°0′W / 83.667°N 50.000°W | بحر لنكولن                | |
| 82°48′N 50°0′W / 82.800°N 50.000°W | جرينلاند                  | Beaumont Island |
| 82°46′N 50°0′W / 82.767°N 50.000°W | بحر لنكولن                | |
| 82°31′N 50°0′W / 82.517°N 50.000°W | جرينلاند                  | |
| 82°1′N 50°0′W / 82.017°N 50.000°W  | Sherard Osborn Fjord      | |
| 81°53′N 50°0′W / 81.883°N 50.000°W | جرينلاند                  | |
| 62°18′N 50°0′W / 62.300°N 50.000°W | المحيط الأطلسي            | |
| 1°42′N 50°0′W / 1.700°N 50.000°W   | البرازيل                  | أمابا — mainland و the جزيرة Bailique |
| 0°56′N 50°0′W / 0.933°N 50.000°W   | المحيط الأطلسي            | Mouth of the نهر الأمازون |
| 0°18′N 50°0′W / 0.300°N 50.000°W   | البرازيل                  | بارا — جزر Caviana وماراجو, و the mainland توكانتينس — من 9°15′S 50°0′W / 9.250°S 50.000°W غوياس — من 13°3′S 50°0′W / 13.050°S 50.000°W ميناس جرايس — من 18°36′S 50°0′W / 18.600°S 50.000°W ساو باولو (ولاية) — من 19°56′S 50°0′W / 19.933°S 50.000°W بارانا (ولاية) — من 22°55′S 50°0′W / 22.917°S 50.000°W سانتا كاتارينا — من 26°1′S 50°0′W / 26.017°S 50.000°W ريو غراندي دو سول — من 28°27′S 50°0′W / 28.450°S 50.000°W Santa Catarina — لحوالي 11 km من 29°8′S 50°0′W / 29.133°S 50.000°W Rio Grande do Sul — من 29°13′S 50°0′W / 29.217°S 50.000°W |
| 29°44′S 50°0′W / 29.733°S 50.000°W | المحيط الأطلسي            | |
| 60°0′S 50°0′W / 60.000°S 50.000°W  | المحيط الجنوبي            | |
| 77°12′S 50°0′W / 77.200°S 50.000°W | القارة القطبية الجنوبية   | المطالب الإقليمية بالقارة القطبية الجنوبية by both الأرجنتين (المقاطعة الأرجنتينية بالقارة القطبية الجنوبية) و المملكة المتحدة (المقاطعة البريطانية بالقارة القطبية الجنوبية) |